# Henno Lohmeyer
Henno Lohmeyer (* 10. Dezember 1931 in Kempten (Allgäu), Deutschland) ist ein deutscher Journalist bei Zeitung und Fernsehen, Fernsehreporter- und Interviewer sowie ein Buchautor.

## Leben und Wirken
Der Wahl-Berliner Lohmeyer begann in den 1950er Jahren als Zeitungsjournalist und -reporter zu arbeiten und war in dieser Funktion unter anderem auch für den Axel-Springer-Verlag tätig. Jahrzehnte später (1992) veröffentlichte er eine im Plauderton und wenig kritisch gehaltene Biografie über seinen einstigen Chef mit dem Titel “Springer. Ein deutsches Imperium. Geschichte und Geschichten”.
1964 initiierte Lohmeyer, gemeinsam mit dem späteren Fernsehproduzenten Wolfgang Rademann, für das ZDF die Sendung „Das Leben ist die größte Show“, im darauf folgenden Jahr begann Lohmeyer mit Showmoderationen („Ein Lied für Neapel“, „In Halle 3 von 4 bis 5“) bei der ARD. Bekannt machten ihn seine leichtgängigen Interviews mit Showgeschäft-Prominenten im Rahmen der beiden frühen Talk-Show-Formate „Zwischenstation“ und „Der Star-Gast“, die zwischen 1966 und 1977 ausgestrahlt wurden. Dort hatte Henno Lohmeyer zahlreiche deutschsprachige Weltstars zu Gast wie Curd Jürgens, Lilli Palmer, Peter Ustinov, Elke Sommer und Horst Buchholz aber auch heimische Größen wie Johannes Heesters, Marika Rökk, Peter Alexander und Hans-Joachim Kulenkampff. Kontrovers lief kaum eine dieser auf Harmonie ausgerichteten Sendungen, lediglich eine Interviewstunde mit den singenden, tanzenden und schauspielernden Zwillingen Alice Kessler und Ellen Kessler drohte komplett aus dem Ruder zu laufen, als sich beide Schwestern während des Interviews heftig miteinander stritten.
Seit den späten 1970er Jahren fand Lohmeyer beim Fernsehen kaum noch Beschäftigung vor der Kamera und versuchte sich in den kommenden Jahren mit eher mäßigem Erfolg als Autor von Fernsehshows. Kurz darauf verschwand er weitgehend aus dem Blickfeld der deutschen Öffentlichkeit und übersiedelte in die Vereinigten Staaten. Lohmeyer war auch als Medienunternehmer tätig; so leitete er eine eigene PR-Firma und war Herausgeber eines Branchen-Informationsdienstes. Von 1963 bis 1973 war Lohmeyer mit der Schauspielerin Anita Kupsch verheiratet; mit ihr hat er die 1964 geborene Tochter Daniela.

## Filmografie
- 1965: Ein Lied für Neapel (Show, Präsentation)
- 1965: In Halle 3 von 4 bis 5 (Show, Präsentation)
- 1966–68: Zwischenstation (Interviewreihe, Moderation)
- 1967: Fundsachen (Dokumentation, Moderation)
- 1970–77: Der Star-Gast (Interviewreihe, Moderation)
- 1979: Zwei Könner für Kenner: Shields & Yarnell (Show, Drehbuch)
- 1980: Peter Frankenfeld (Dokumentarfilm, Auftritt)
- 1981: Tosca auf dem Trampolin und andere Opernkatastrophen (Show, Drehbuch)
- 1985: Sherrill Milnes: An All Star Gala (Show, Herstellungsleitung)